# 중국의 4대 미인

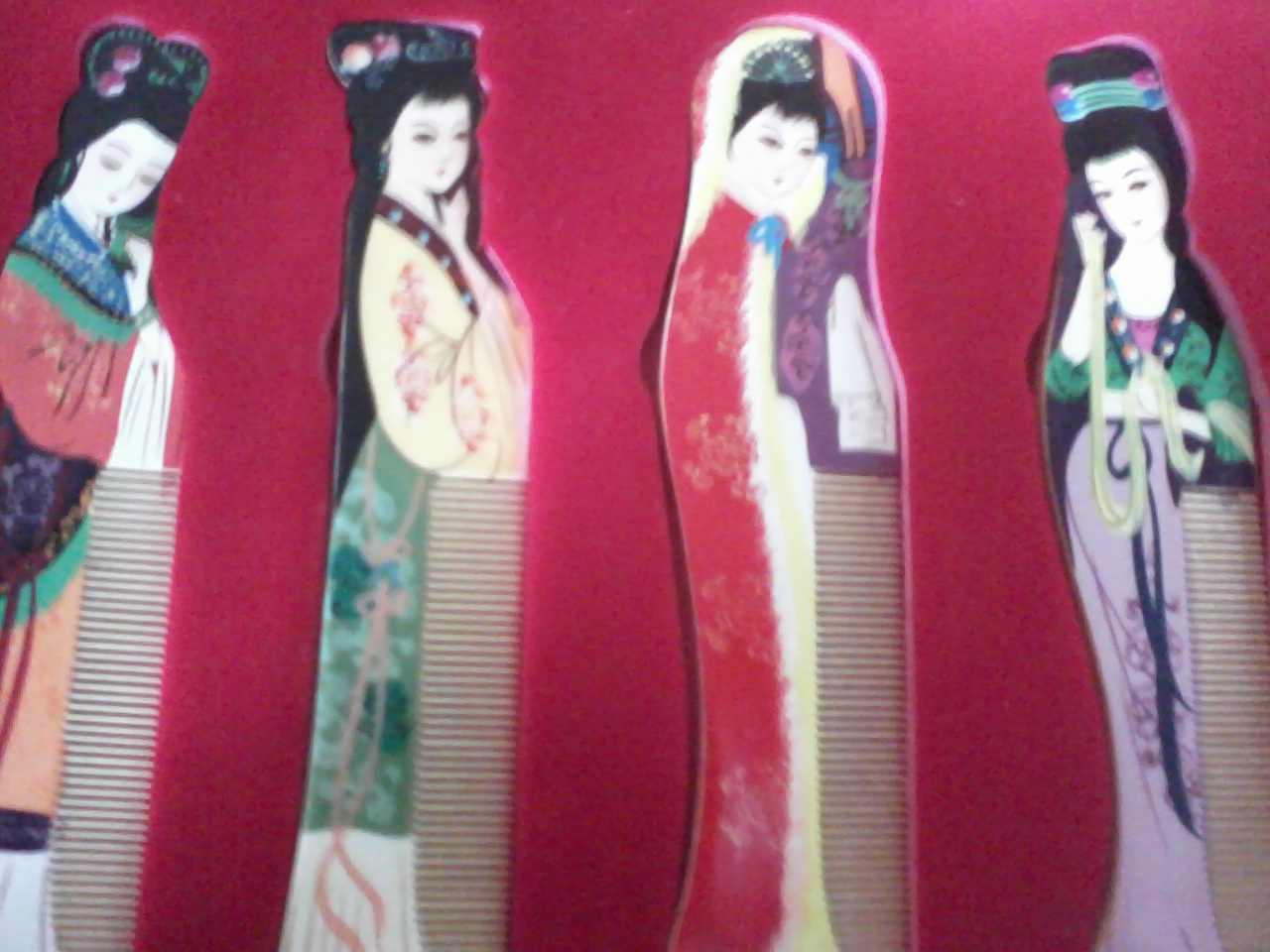

## 서시
초선

## 같이 보기
- 포사 (주나라)